# Огава, Масару
Масару Огава (яп. 小川勝 Огава Масару, род. 12 октября 1964 года) — бывший японский фигурист, четырёхкратный чемпион Японии по фигурному катанию, дважды завоёвывал бронзовую медаль. Он представлял Японию на Зимних Олимпийских играх 1984 года, где занял 14-е место. В настоящее время — доктор стоматологической хирургии.

## Спортивные достижения
| Чемпионат               | 1977-1978 | 1979-1980 | 1980-1981 | 1981-1982 | 1982-1983 | 1983-1984 | 1984-1985 | 1985-1986 | 1986-1987 |
| ----------------------- | --------- | --------- | --------- | --------- | --------- | --------- | --------- | --------- | --------- |
| Зимние Олимпийские игры |           |           |           |           |           | 14        |           |           |           |
| Чемпионат мира          |           |           |           |           | 17        | 14        | 14        | 10        | 12        |
| NHK Trophy              |           |           |           |           | 5         |           | 9         | 4         | 4         |
| Чемпионат Японии        |           |           |           | 3         | 3         | 1         | 1         | 1         | 1         |
| Чемпионат мира (юниоры) | 13        | 13        | 4         |           |           |           |           |           |           |